# Jordanopsylla becki
Jordanopsylla becki är en loppart som beskrevs av Hastriter 2000. Jordanopsylla becki ingår i släktet Jordanopsylla och familjen mullvadsloppor. Inga underarter finns listade i Catalogue of Life.